# Île Saint-Michel
Ne doit pas être confondu avec Îlot Saint-Michel (lac de Serre-Ponçon).
L'île Saint-Michel est située dans la rade de Lorient, entre Locmiquélic et Lorient. L'île accueille le monastère de Saint-Michel, donnant naissance au nom de la ville de Locmiquélic. Elle est désormais inhabitée.

## Histoire
L'île Saint-Michel est surmontée d'un tumulus sur lequel fut bâtie une chapelle dédiée à saint Michel. Avant cela[Quand ?], l'île s'appelait Tanguethen, du breton "Tan", "le feu" et "Guethen" un prénom signifiant "guerrier" que l'on retrouve sous diverses formes (Guéthenoc, Guehen, Guehennec, Guezhen…). Avec un tel nom, on peut penser qu'un feu était entretenu sur l'île pour guider les embarcations la nuit, tel un phare. 
Le propriétaire de l'île, seigneur d'Hennebont, maître du Kemenet-Héboé, disposait dès avant le XIe siècle du droit de prélever une taxe sur les marchandises circulant par bateau sur la rade, ainsi que sur le vin débarqué au port de Blavet.
Cependant, Huelin d'Hennebont fit don en 1037 de cette île stratégique ainsi que des prieuré Saint-Gurthiern et chapelle Saint-Méloir de l'île de Groix à l'abbaye Sainte-Croix de Quimperlé, lui assurant de confortables revenus. Les abbés y établirent le prieuré de Saint-Michel-des-Montagnes. Les droits ecclésiastiques sur la rade prirent fin avec la création de Port-Louis, le 17 juillet 1618.
Au début du XVIIIe siècle, la compagnie des Indes imagine y installer une poudrière, mais se ravise en faisant le choix de Tréfaven, plus éloigné en considération du danger pour le port.
Un lazaret y est installé entre 1823 et 1850.
Aux XXe et XXIe siècles, l'île constitue un terrain d'exercice pour les fusiliers-marins commandos marine.

### Sources et bibliographie
- Yves Banallec, Alain Fraisse et Jean-Yves Le Lan, « L'île Saint-Michel », Les cahiers du pays de Plœmeur, no 20,‎ décembre 2010, p. 14-16 (ISSN 1157-2574)
- François Jégou, « L'île Saint-Michel. Prieuré - Lazaret (I-VII) », Bulletin de la société polymathique du Morbihan, Vannes, Imprimerie de L. Galle,‎ 1er sem. 1866, p. 63-80. — Texte intégral sur Gallica.
- François Jégou, « L'île Saint-Michel. Prieuré - Lazaret (VIII-XI) », Bulletin de la société polymathique du Morbihan, Vannes, Imprimerie de L. Galle,‎ 2e sem. 1866, p. 125-140. — Texte intégral sur Gallica.
- François Jégou, « L'île Saint-Michel. Prieuré - Lazaret (XII-XIV) », Bulletin de la société polymathique du Morbihan, Vannes, Imprimerie de L. Galle,‎ 1er sem. 1867, p. 59-79. — Texte intégral sur Gallica.
- François Jégou (préf. René Maurice), Étude historique sur l'île Saint-Michel, son prieuré, son Lazaret, Lorient, imp. du Nouvelliste du Morbihan, 1939, 64 p. (présentation en ligne)